# Taula de cartes

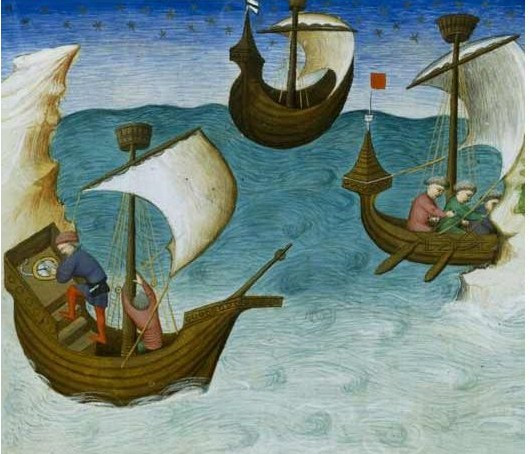
Figura 1. Manuscrit de 1404 de l'obra de John Mandeville mostrant l'ús de la brúixola en un vaixell sobre una taula de cartes.

Relacionada amb la navegació marítima, la taula de cartes o taula de derrota és un moble (sovint fixat al vaixell) destinat a les tasques relacionades amb les cartes de navegació: consultes, traçar rumbs previstos, navegar per estima,... Físicament és una taula, més menys convencional, formada per una superfície -plana i rectangular- i un suport. La superfície pot ser horitzontal o formar un petit angle (com alguns pupitres o taules de dibuix).

## Instrument de navegació?
La consulta de les cartes de navegació (des de les cartes portolanes fins a les cartes nàutiques actuals) fa gairebé imprescindible una taula de derrota. En aquest sentit de moble necessari, la taula de cartes és un instrument més. Tan important com altres.

## Les taules de cartes primitives
La consulta de documents de Ramon Llull sobre la navegació permet comprovar els instruments que esmentava directament: carta de navegar, compàs de puntes, brúixola i estrella Polar. Implícitament, el treball de la carta i les sestes implicava una taula plana i llisa situada en un lloc adequat de la nau.

### Altres taules
Les referències directes a les taules de cartes medievals són (pràcticament) inexistents. En canvi hi ha altres taules contemporànies ben documentades:
- les taules de canvi i la taula física associada
- les taules d'acordar
- la taula del capità de la nau, galera o similar; una mateixa taula podia emprar-se per a menjar,[1] per a escriure o com a taula de cartes.